# Република Китай (1912 – 1949)
 Тази статия е за държавата, съществувала през 1912 – 1949 г.  За съвременната държава вижте Република Китай (Тайван).  За марионетната държава от 1940 – 1945 г. вижте Режим на Уан Дзинуей.
Република Китай (на китайски: 中華民國) е суверенна държава, съществувала в Източна Азия от 1912 до 1949 г., когато правителството се премества на остров Тайван.
Държавата е обявена на 1 януари 1912 г. в хода на Синхайската революция, която сваля от власт династията Цин (последната императорска династия на Китай). Първият президент на страната, Сун Ятсен, служи само за кратко, преди да отстъпи позицията на Юен Шъкай, началника на имперската Бейянска армия. Партията на Ятсен (Гоминдан), по това време водена от Сун Дзяожън, спечелва парламентарните избори през декември 1912 г. Уви, Дзяожън е убит по заповед на Шъкай скоро след това, а неговата Бейянска армия поддържа властта на Бейянското правителство. Към края на 1915 г. Шъкай се самообявява за император на Китай, но покрай породилите се скоро след това народни вълнения решава да абдикира. След смъртта му през 1916 г., властта на Бейянското правителство отслабва от краткотраен опит за възстановяване на династията Цин. Кликите в армията започват да се борят за автономия една срещу друга в последвалия период на милитаристите.
През 1921 г. Гоминдан основава съперническо правителство в Кантон, подкрепяно от новоизлюпената Китайска комунистическа партия. Икономиката на северните части на Китай, плащащи огромни данъци заради авантюризма на военачалниците, рухва през 1927 – 1928 г. Генерал Чан Кайшъ става лидер на Гоминдан, след като Ятсен умира, и предприема т.нар. Северен поход през 1926 г., целяща сваляне на Бейянското правителство. През април 1927 г. Кайшъ основава националистическо правителство в Нанкин и извършва клане срещу комунистите в Шанхай. Това принуждава комунистите да предприемат въоръжено въстание, с което започва Китайската гражданска война.
През 1930-те години Китай претърпява известна индустриализация, но страда от множество вътрешни и външни въоръжени конфликти, включващи националистическото правителство, комунистическата партия, останалите милитаристи и Японската империя. Обединяващи нацията усилия са положени едва при избухването на Втората китайско-японска война, когато Императорската армия на Япония предприема офанзива срещу Китай през 1937 г., което впоследствие прераства в пълномащабно нахлуване. През 1946 г., след японската капитулация във Втората световна война, гражданската война между правителството и комунистите продължава. Още на следващата година правителството на Република Китай обнародва нова конституция. По време на гражданската война, и двете страни извършват масови убийства, като жертвите на конфликта възлизат на няколко милиона души. През 1949 г., когато комунистическата партия вече печели гражданската война, тя основава Китайската народна република, сваляйки от власт националистическото правителство, което впоследствие бяга и премества столицата си от Нанкин в Тайпе, запазвайки властта си само на остров Тайван и още няколко малки островчета.